# 스이타시
스이타시(일본어: 吹田市 스이타시[*])는 일본 오사카부 중부에 있는 시이다. 중핵시로 지정되어 있다.
고대 행정구역상 현 스이타시의 대부분은 미시마군에 속한다. 다이호 율령(701년)에 의해 미시마군이 시마카미군과 시마시타군으로 분할된 이후에는 시마시타군에 속했다. 
예로부터 가미자키강변의 항구로 번성했으며, 근대 이후에는 맥주의 도시(오사카 맥주 스이타무라 양조장, 현 아사히 맥주 스이타 공장)이자 철도의 도시(스이타 조차장)로 변모했고, 현대 이후에는 센리 뉴타운 조성, 일본 만국박람회(엑스포) 개최로 인지도를 높였다. 스이타 조차장 터는 스이타 화물터미널역과 기타오사카 건강의료도시로 각각 재정비되었다. 박람회장 터는 박람회장 기념공원으로 정비되어 태양의 탑, 시립 스이타 축구경기장, 라라포트 EXPOCITY 등이 있다.

## 지리
오사카부 북부에 위치하는 호쿠세쓰 지역의 시 중 하나이다.
북쪽은 완만한 센리 구릉이 차지하고 남쪽은 요도강, 아이강, 간자키강과 센리 구릉을 수원으로 하는 강을 따라 옮겨진 퇴적물이 쌓여 만들어진 평지이다. 고도는 1.5m에서 115.7m에 이른다. 시역은 동서로 6.4km, 남북으로 9.6km로 남북으로 길다. 이전에는 바다가 바로 옆까지 들어와서 다카하마라는 지명이 남아 있다. 해운 등 교통의 요충지이기도 했다.
시 남단에는 아이강, 간자키강이 동쪽에서 서쪽으로 흐른다. 센리 구릉을 수원으로 하는 야마다강, 이토다강, 쇼자쿠강, 다카가와강이 북쪽에서 남쪽으로 흘러 아이강, 간자키강과 합류해 나간다.
5개의 철도 노선이 있다. 시 남부에는 JR 교토선, 한큐 교토 본선이 동서로, 서부에는 한큐 센리선, 기타오사카 급행 전철이 남북으로, 북부에는 오사카 모노레일 본선이 동서로 지나고 있다. 철도가 통하지 않는 지역에는 한큐 버스가 달리고 각 역을 묶는 연결망이 갖춰져 있다. 도로에서는 스이타 IC(메이신 고속도로, 긴키 자동차도, 주고쿠 자동차도)가 있고 신미도스지 등 오사카시와의 도로도 정비되어 있다. 신오사카역, 오사카 국제공항에서도 가까워 시 전역에 시가지가 펼쳐져 있다.
전형적인 세토 내해식 기후로 온난하기는 하지만 비가 적다. 스이타라는 지명은 수전에서 왔다고 여겨질 정도로 벼농사 지대이지만 예로부터 비가 적은 날이 많기 때문에 저수지가 조성되어 있다. 2004년도의 통계에서는 맑은 날이 223일이나 되고 불과 0.1mm 이상의 강수일도 87일 밖에 없었다.

## 역사
- 1891년 - 오사카 맥주가 창업하였다. (현 아사히 맥주 스이타 공장)
- 1908년 - 스이타촌이 스이타정이 되었다.
- 1889년 - 정촌제 시행으로 시마시모군 스이타촌이 성립하였다.
- 1922년 - 간사이 대학이 오사카 시내에서 이전하였다.
- 1940년 - 미시마군의 스이타정, 지사토촌, 기시베촌, 도요노군 도요쓰촌이 합병해 스이타시가 되었다.
- 1952년 - 한국 전쟁에 반대하는 사람들이 스이타 사건을 일으켰다.
- 1953년 - 미시마군 신덴촌의 일부를 편입하였다.
- 1955년 - 미시마군 야마다촌을 편입하였다.
- 2020년 - 중핵시로 승격하였다.

## 교육
- 간사이 대학
- 오사카 대학
- 오사카 가쿠인 대학

## 교통

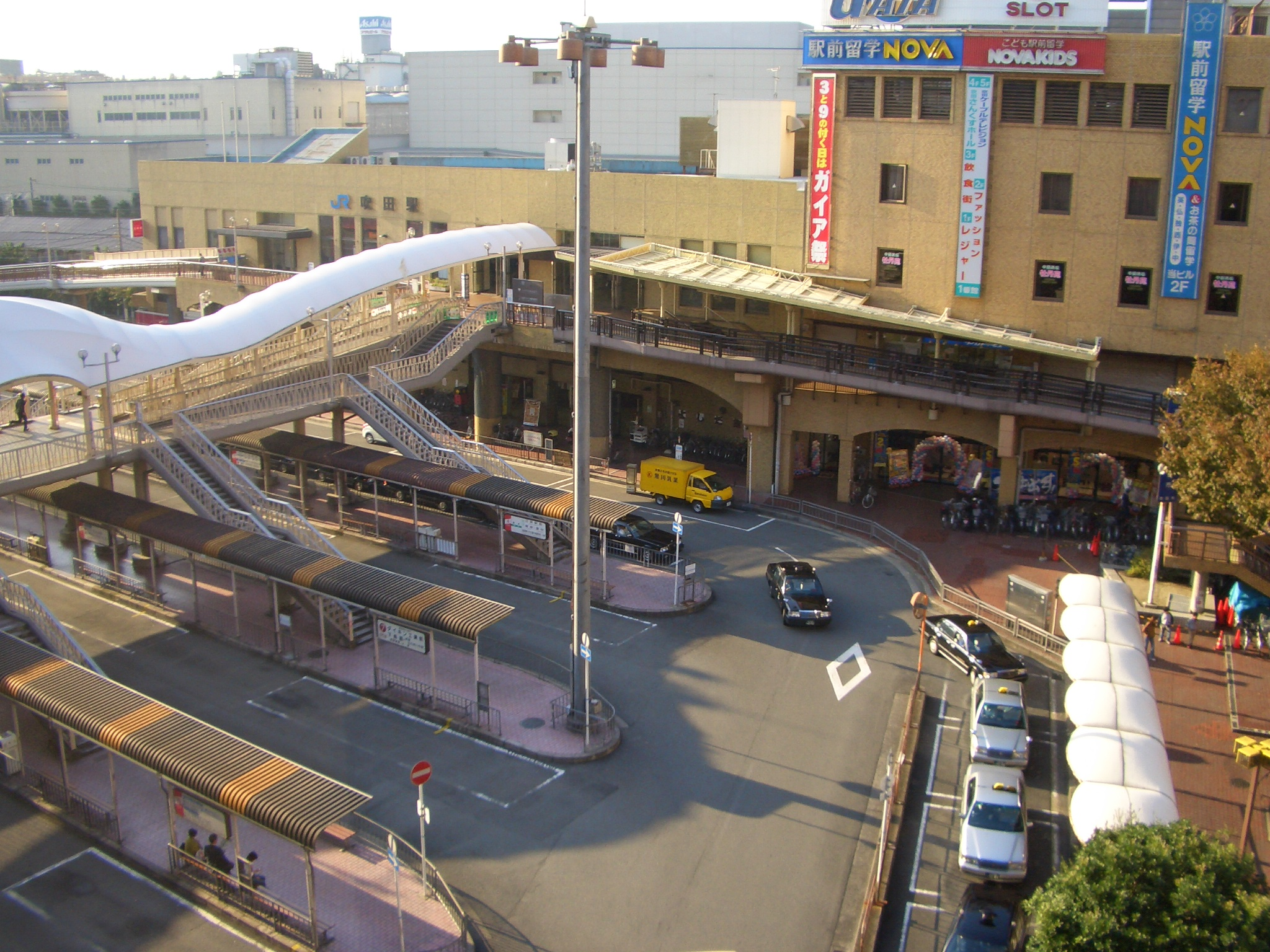
JR 스이타역

### 철도
- 서일본 여객철도
  -  도카이도 본선(JR 교토선)
  -  오사카히가시선
    - 미나미부키타역은 JR의 특정 도시구내 제도에서 '오사카시내'에 속한다.

- 오사카 메트로
  -  미도스지선

- 한큐 전철
  -  센리선
  -  교토 본선

- 기타오사카 급행 전철
  - 난보쿠선

- 오사카 고속철도
  - 오사카 모노레일 본선
  - 국제문화공원도시선

### 도로
- 메이신 고속도로
- 주고쿠 자동차도
- 긴키 자동차도
- 국도 제423호선 (일본)(일본어판)
- 국도 제479호선

## 인구
1960년에는 12만 명 정도였던 인구가 뉴타운 개발로 급증하여 1980년에는 32만 명으로 늘어났다. 이후 인구가 감소세로 돌아선 시기도 있었지만 가구 수는 계속 증가하고 있다. 2010년 국세조사에서 직전 조사 대비 인구 증감률을 보면 0.48% 증가한 35만 5567명이며, 증감률은 부내 43개 시정촌 중 16위, 72개 행정구역 중 32위이다.
| 년월일    | 인구    | 세대수  |
| --------- | ------- | ------- |
| 1940/9/1  | 66,094  | 14,326  |
| 1945/9/1  | 64,703  | 14,587  |
| 1950/9/1  | 78,415  | 17,415  |
| 1955/9/1  | 97,887  | 21,234  |
| 1960/9/1  | 120,203 | 27,491  |
| 1965/9/1  | 197,272 | 53,472  |
| 1970/9/1  | 257,590 | 83,174  |
| 1975/9/1  | 296,090 | 100,465 |
| 1980/9/1  | 326,968 | 111,345 |
| 1985/9/1  | 345,646 | 121,526 |
| 1993/3/31 | 338,425 | 136,186 |
| 2000/3/31 | 339,596 | 137,778 |
| 2001/3/31 | 341,366 | 139,676 |
| 2002/3/31 | 342,112 | 141,011 |
| 2003/3/31 | 343,903 | 143,238 |
| 2004/3/31 | 345,456 | 144,915 |
| 2005/3/31 | 345,501 | 145,987 |

- 연령별 인구 비율

0-14세 - 14.8%
15-64세 - 70.1%
65세 이상 - 15.1%

오사카시의 베드타운으로 오사카시로 출퇴근하는 취업 의존율 37.2%는 오사카부 내에서 가장 높은 수치이다. 2000년 야간인구는 34만 7400명, 주간인구는 34만 5909명으로 주야간 인구 비율은 99.6%이다. 그중 오사카시로 낮에 유출되는 인구는 6만 5883명이다. 다만 오사카시에서 2만 3951명의 주간인구 유입도 있다.